# 前川駅 (千葉県)
前川駅（まえかわえき）は、千葉県市原市千種海岸にある京葉臨海鉄道臨海本線の貨物駅である。

## 駅概要
車扱貨物の取扱駅であるが、貨車の発着はなく、貨物列車の交換作業のみ行われており、事実上の信号場となっている。
1990年代まで三井化学市原工場への専用線があり、大竹駅から到着するイソヘキセンや、向浜駅へ発送する接着剤、三島駅へ発送するエチレングリコールなどの化学薬品を取り扱っていた。
また、JSR千葉工場や出光興産千葉製油所への専用線も存在した。

## 歴史
- 1965年（昭和40年）6月1日：開業。

## 1985年時の常備貨車
- 出光興産所有
  - タサ2400形（石油類（ガソリン除く）専用）1両
  - タキ2100形（石油類（ガソリン除く）専用）2両
  - タキ9800形（石油類（ガソリン除く）専用）10両
  - タキ3000形（ガソリン専用）8両
  - タキ9900形（ガソリン専用）1両
- 石油荷役所有
  - タキ9900形（ガソリン専用）1両
  - タキ14700形（液化酸化エチレン専用）7両
  - タキ25000形（LPガス専用最高使用圧力21.6kg/cm3 ）4両
- 日本陸運産業所有
  - タキ9800形（石油類（ガソリン除く）専用）1両
  - タキ9900形（ガソリン専用）20両
- 三井物産所有
  - タキ6600形（エチレングリコール専用）10両
  - タキ15800形（エチレングリコール専用）9両
  - タキ6500形（アセトン専用）2両

## 駅周辺
- JSR千葉工場
- 三井化学市原工場
- 出光興産千葉製油所

## 隣の駅
京葉臨海鉄道
■臨海本線
甲子駅 - 前川駅 - 椎津駅